# Liste der Landschaftsschutzgebiete in Freiburg im Breisgau
In Freiburg im Breisgau gibt es fünf Landschaftsschutzgebiete.
Nach der Schutzgebietsstatistik der Landesanstalt für Umwelt, Messungen und Naturschutz Baden-Württemberg (LUBW) stehen 6.990,21 Hektar der Fläche des Stadtgebiets unter Landschaftsschutz, das sind 45,68 Prozent.
| Name                                   | Bild | Kennung               | Einzelheiten | Position | Fläche Hektar | Datum         |
| -------------------------------------- | ---- | --------------------- | --- | -------- | ------------- | ------------- |
| Mühlmatten                             |      | 3.11.007 WDPA: 323091 | Freiburg im Breisgau Sicherung des gleichnamigen Naturschutzgebietes vor Beeinträchtigungen aus der nächsten Umgebung sowie die Erhaltung der dortigen kleinflächig vorhandenen Wiesenstruktur. | ⊙        | 10,3          | 28. Jan. 1998 |
| Schauinsland                           |      | 3.11.008 WDPA: 324122 | Freiburg im Breisgau Historisch gewachsene Kulturlandschaft mit eiszeitlich geprägten Geländeformen und Wechsel zwischen Wald und Feldflur, vielgestaltigen Waldrändern, Wiesen, Weiden und markanten Weidbäumen; natürliche und naturnahe Lebensräume für zahlreiche Tierarten und Pflanzengesellschaften innerhalb der Wälder und der Grünlandbereiche, Teil des Europäischen ökologischen Netzes „Natura 2000“; zahlreiche natürliche, teilweise glazial entstandene Sonderbildungen der Landschaft wie Felsareale, Blockhalden- und Karbildungen als Standorte spezialisierter Tier- und Pflanzenarten; Erholungsgebiet für die Allgemeinheit. | ⊙        | 1.739,6       | 12. Dez. 2002 |
| Brombergkopf, Lorettoberg, Schlierberg |      | 3.11.009 WDPA: 378418 | Freiburg im Breisgau Stadtnahes Erholungsgebiet mit abwechslungsreichem Landschaftsbild, großer Strukturvielfalt und hohem ökologischem Wert. | ⊙        | 1.218,3       | 24. Apr. 2006 |
| Roßkopf - Schloßberg                   |      | 3.11.010 WDPA: 378670 | Freiburg im Breisgau Bewaldete Hänge und meist gärtnerisch genutzte Übergangszone als stadtnaher ökologischer Ausgleichsraum mit vielfältigen Funktionen; Lebensraum bedrohter Tierarten; stadtnahe, naturnahe Erholungslandschaft; in Teilflächen FFH-Gebiet. | ⊙        | 793,5         | 24. Apr. 2006 |
| Mooswald                               |      | 3.11.011 WDPA: 378636 | Freiburg im Breisgau Zusammenhängender einheitlicher ökologischer Ausgleichsraum für den Verdichtungsraum der Stadt Freiburg mit vielfältigen, insbesondere klimatischen Wirkungen sowie charakteristischen pflanzlichen und tierischen Lebensgemeinschaften der Feuchtstandorte; naturnaher Erholungsraum; großteils FFH- und Vogelschutzgebiet. | ⊙        | 3.228,6       | 27. Sep. 1979 |
| Legende für Landschaftsschutzgebiet    |      |                       | |          |               |               |